# Szczudłów
Szczudłów [pronunciación en polaco: /ˈʂt͡ʂudwuf/] es un pueblo ubicado en el distrito administrativo de Gmina Łowicz, dentro del Distrito de Łowicz, Voivodato de Łódź, en Polonia central. Se encuentra aproximadamente a 5 kilómetros al noroeste de Łowicz y a 47 kilómetros al noreste de la capital regional Łódź.